# Amalia de Teck
La princesa Amalia de Teck (12 de noviembre de 1838-20 de julio de 1893) fue una noble austríaca estrechamente emparentada con las casas reales de Wurtemberg y el Reino Unido.

## Biografía
Fue la tercera y última de los hijos del matrimonio formado por el duque Alejandro de Wurtemberg y la condesa Claudia de Hohenstein (nacida condesa Rhédey de Kis-Rhéde). Al no pertenecer esta última a ninguna casa reinante o mediatizada, el matrimonio fue declarado morganático y a su madre le fue concedido el título de condesa de Hohenstein por el emperador Fernando I de Austria. Este último título fue el que tanto Amalia como sus hermanos llevaron desde su nacimiento. Sus hermanos fueron:
- la condesa Claudia de Hohenstein (1836-1894), después princesa de Teck, soltera;
- el conde Francisco de Hohenstein (1837-1900), posteriormente príncipe de Teck y duque de Teck, casado con la princesa María Adelaida de Cambridge;

Quedó húerfana en 1841, tras morir su madre a resultas de un accidente de caballo. Pasó su infancia y juventud en Viena junto a su padre y hermanos.
El 13 de octubre de 1863 contrajo matrimonio con el barón (después conde) Paul von Hügel, militar al servicio del Imperio austríaco. Su marido provenía de una familia al servicio del reino de Wurttemberg.
Tras la boda, se mudaron al castillo de Reinthal, cerca de Graz, propiedad de la familia de su esposo. Su hermana Claudia se mudó a un chalet de estilo suizo situado en las cercanías del castillo. Tuvo una vida tranquila y provinciana junto a su familia con visitas puntuales de su hermano Francisco y su mujer María Adelaida, así como de sus hijos entre los que se encontraba María de Teck, futura reina consorte del Reino Unido. El 16 de diciembre de 1871 su primo Carlos I de Wurtemberg la elevó a princesa de Teck, tal y como había hecho el padre de este, Guillermo I de Wurtemberg con sus hermanos el 1 de diciembre de 1863.
Murió en 1893 a resultas de un cáncer. Fue enterrada en el cementerio de la iglesia protestante de San Pedro en Graz.

## Matrimonio y descendencia
Fruto de su matrimonio con Paul von Hügel nació un hijo:
- Pablo Julio de Hügel (1872-1912) casado con Anna Homolastch, con descendencia:[16][17]
  - Fernando de Hügel (1901-1939),
  - Huberta de Hügel (1897-1912).[18]